# Lacera procellosa
Lacera procellosa là một loài bướm đêm trong họ Erebidae.